# De Vink (buurtschap)

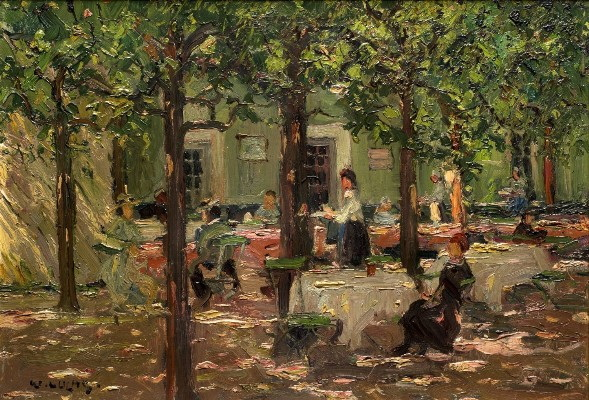
Uitspanning De Oude Vink (1917),
door Willy Lucas (particuliere collectie)

De Vink was een buurtschap die tot de gemeente Voorschoten behoorde. 

## Geschiedenis
De buurtschap is ontstaan rond het landhuis Ter Wadding en was dankzij de twee grote speeltuinen van de Groote Vink en de Oude Vink vooral bekend als uitstapje voor Leidenaren die daar in de eerste helft van de 20e eeuw hun vertier zochten. 
Op 9 september 1926 vond er tussen Leiden en Voorschoten in de buurt van het landhuis en de toenmalige spoorweghalte De Vink een treinongeval plaats. Naast tien zwaargewonden en vele lichtgewonden kwamen vier mensen om het leven, onder wie het acteursechtpaar David Jessurun Lobo en Greta Lobo-Braakensiek en een leerling-machinist. Tegenwoordig is van buurtschap De Vink weinig meer te zien door de uitbreiding van het wegennet en de komst van nieuwbouwwijken van Leiden en Voorschoten.
De eerste spoorweghalte De Vink bestond van 1906 tot 1928. Sinds 1985 is er opnieuw een station De Vink (voorheen Leiden De Vink).
De aansluiting van de Leidseweg op de Haagweg was ter voorbereiding op de aanleg van de Leidse Baan ingepland. Een groot deel van het terrein tussen landhuis Ter Wadding en de Oude Rijn wordt daardoor in beslag genomen door de wegenstructuur. De Leidse Baan werd echter nooit gerealiseerd. De gemeente Leiden overwoog de structuur te vervangen door een veel bescheidener rotonde, waardoor ruimte vrij zou komen voor bebouwing. Vanwege allerlei bezwaren werd dat plan op de lange termijn geschoven. Na de bouw van een nieuw wijkje aan de Voorschotense kant werd besloten om de rotonde op een andere manier te realiseren en het doorgaande verkeer door de wijk Het Fortuyn te leiden.

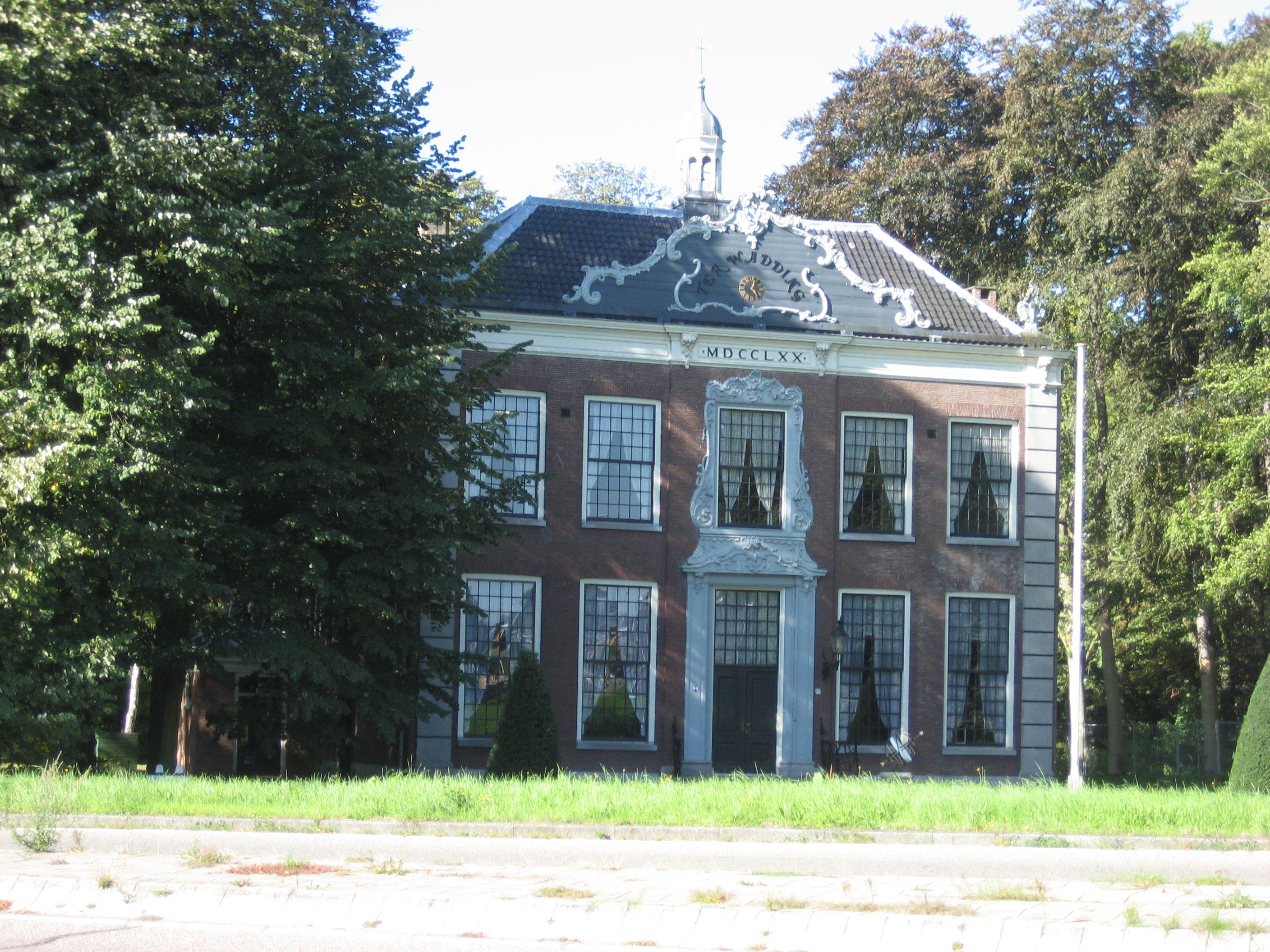
Ter Wadding (2006)
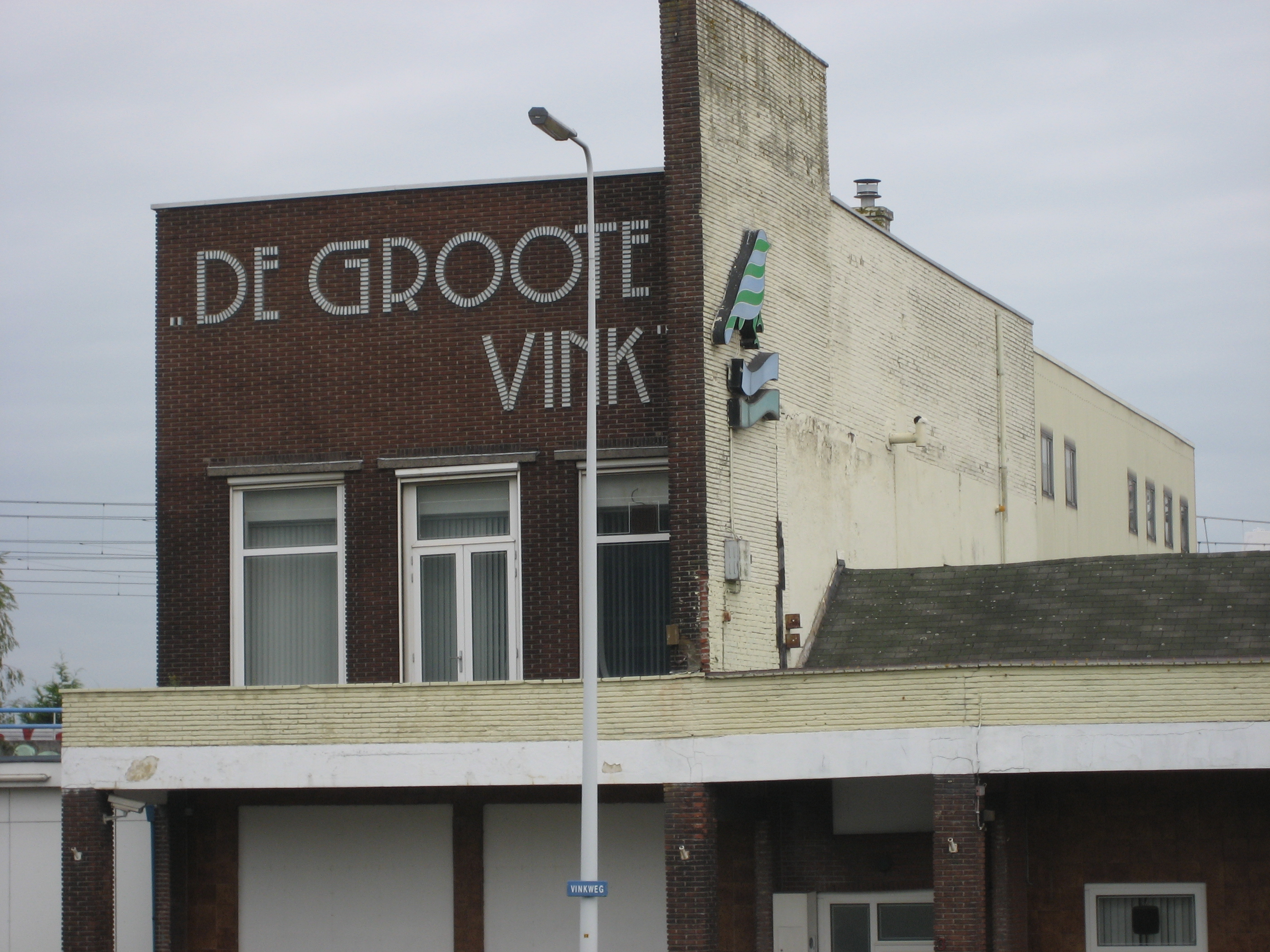
Groote Vink (2013)
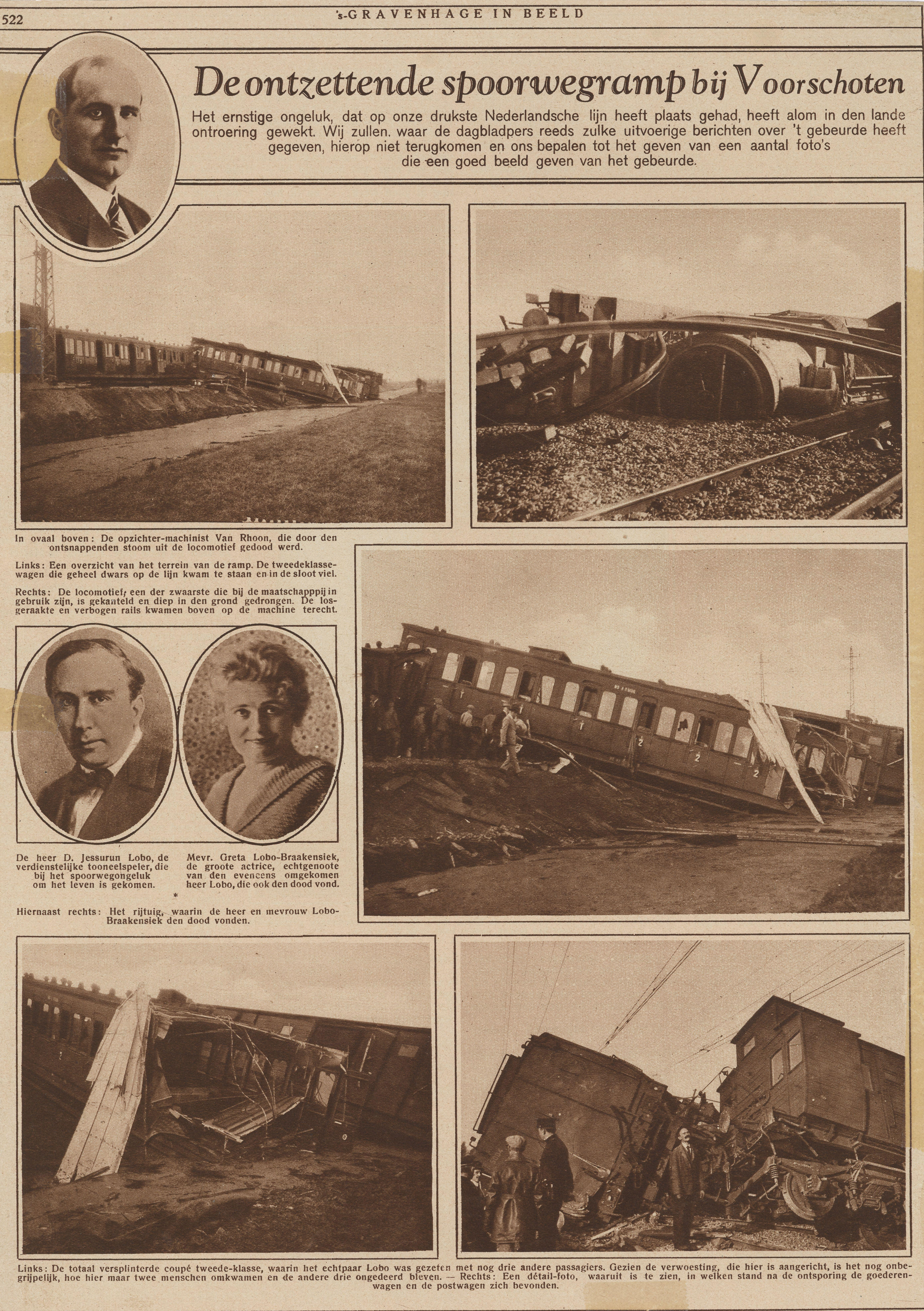
Krantenknipsel treinramp 9 september 1926
- Beelden Polygoon-journaal (zonder geluid) van de spoorwegramp